# Laimutė Matkevičienė
Laimutė Matkevičienė (* 1957 in Kaišiadorys) ist eine litauische Medizinerin und Politikerin.

## Beruflicher Werdegang
Von 1964 bis 1965 lernte Laimutė Matkevičienė an der Schule Šilonys’ in der Rajongemeinde Kaišiadorys. Von 1965 bis 1975 machte sie Abitur an der Mittelschule Žasliai und von 1977 bis 1983 absolvierte das Studium der Medizin als Internistin am Kauno medicinos institutas und von 2002 bis 2004 das Masterstudium des Gesundheitsmanagements an der Kauno medicinos universitetas in Kaunas.
Von 1986 bis 2001 arbeitete Laimutė Matkevičienė in der Ambulanz Žasliai als Kinderärztin und Hausärztin. Von 2001 bis 2016 leitete sie das Krankenhaus Elektrėnai als Direktorin. Seit November 2016 ist sie Seimas-Mitglied.
Seit 2015 ist Laimutė Matkevičienė verdiente Ärztin Litauens.

## Bibliografie
- Laimutė Matkevičienė. Elektrėnų ligoninės 50 veiklos metų : nuo laikinojo medicinos punkto iki e. sveikatos paslaugų. Vilnius: Kriventa; Elektrėnai: Elektrėnų ligoninė, 2015. ISBN 978-609-462-050-8